# Fonction quadratique
Pour les articles homonymes, voir Quadratique.

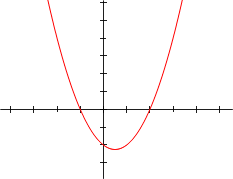
Exemple de courbe de fonction quadratique à une variable.

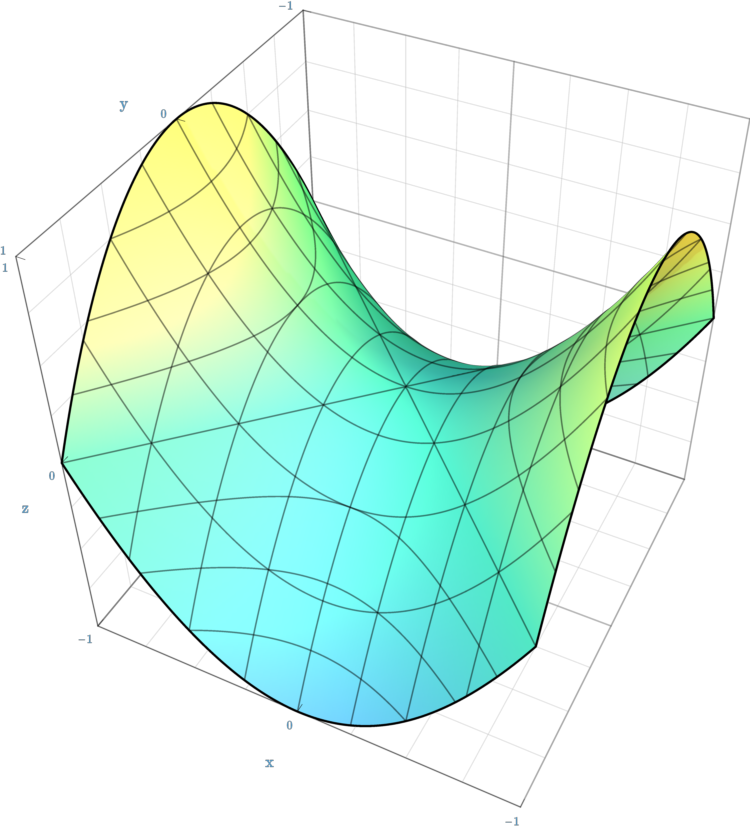
Exemple de courbe de fonction quadratique à deux variables.

En mathématiques, une fonction quadratique est une fonction de plusieurs variables polynomiale de degré 2. Cette notion généralise ainsi celle de fonction du second degré. Elle réalise aussi la partie régulière du développement de Taylor à l’ordre 2 pour une fonction de plusieurs variables.
La matrice hessienne associée est la même en tout point, et ne dépend que de la forme quadratique constituée par les termes de degré 2. Elle permet aussi d’écrire le système d'équations linéaires qui détermine les points critiques de la fonction. Le déterminant de cette matrice est non nul si et seulement s’il existe un unique point critique.

## Fonction quadratique à deux variables
Une fonction quadratique à deux variables s’écrit sous la forme {\displaystyle q(x,y)=ax^{2}+bxy+cy^{2}+dx+ey+f} et on définit son discriminant {\displaystyle \Delta =b^{2}-4ac}, opposé du déterminant hessien. La fonction a pour surface représentative une des quadriques suivantes : paraboloïde elliptique (si {\displaystyle \Delta <0}) ou hyperbolique (si {\displaystyle \Delta >0}), ou un cylindre parabolique dans les cas dégénérés (si {\displaystyle \Delta =0}).
Hors des cas dégénérés, la fonction quadratique admet un seul point critique, dont les coordonnées sont les solutions du système
{\displaystyle \left\{{\begin{array}{l}2ax+by+d=0\\bx+2cy+e=0\end{array}}\right.}